# Антиклінорій

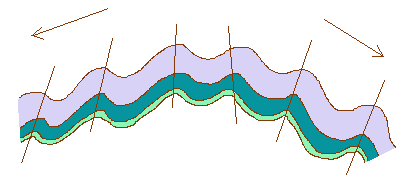
Антиклінорій.

Антикліно́рій (рос. антиклинорий, англ. anticlinorium, нім. Antiklinorium) — велика і складна складчаста структура земних порід антиклінальної будови, яка утворюється на місці геосинклінальних прогинів.

## Опис
Характеризується загальним підняттям поверхні, дотичної до склепінь антикліналей (дзеркала складчастості) в центральній частині. Розміри — сотні км завдовжки і десятки км завширшки. Дуже великий антиклінорії називаються мегантикліноріями.
Антиклінорій виникає внаслідок великих і затяжних підняттів земної кори, що супроводяться процесами складкоутворення. Крила антиклінорію ускладнюються серією дрібніших складок і насувів; у центральній частині часто спостерігаються потужні інтрузії. Вперше термін «антиклінорій» запровадив американський геолог Дж. Дана для визначення гір, що утворились на місці геосинкліналі.